# Sophronica bicoloripes
Sophronica bicoloripes là một loài bọ cánh cứng trong họ Cerambycidae.